# トロイディオン
トロイディオン(Toroidion)は、かつて存在したフィンランドの自動車メーカー。

## 概略
高性能電気自動車の開発で知られた。2015年に設立。高性能電気自動車の開発、生産に特化しており、製造設備の制約もあり、計画される年間の生産台数はそれほど多くはない。設立間もない企業が最初に高性能なモデルを発売する手法はテスラ・ロードスターを最初に発売したテスラと似ていた。
2022年3月、資金難により経営破綻した。

## ラインナップ
トロイディオン 1MW
高性能電気自動車で目標出力が1MWなのでこの車名になった。前輪が200W(268hp)×2、後輪が300W(402hp)×2の4輪駆動車。2016年にはル・マン24時間レースへの参戦を視野にGT2クラスでの2度の優勝経験のあるミカ・サロが開発部門に加わった。